# Sportverein Waldhof Mannheim 07 1988-1989
Questa voce raccoglie le informazioni riguardanti lo Sportverein Waldhof Mannheim 07 nelle competizioni ufficiali della stagione 1988-1989.

## Stagione
Nella stagione 1988-1989 il Mannheim, allenato da Felix Latzke e Günter Sebert, concluse il campionato di Bundesliga al 12º posto. In Coppa di Germania il Mannheim fu eliminato agli ottavi di finale dal Bayer Leverkusen.

## Rosa
| N. |                     | Ruolo | Calciatore          |
| -- | ------------------- | ----- | ------------------- |
|    | Germania (bandiera) | P     | Andreas Clauß       |
|    | Germania (bandiera) | P     | Valentin Herr       |
|    | Germania (bandiera) | P     | Uwe Zimmermann      |
|    | Germania (bandiera) | D     | Manfred Bockenfeld  |
|    | Croazia (bandiera)  | D     | Damir Burić         |
|    | Croazia (bandiera)  | D     | Zvezdan Cvetković   |
|    | Germania (bandiera) | D     | Roland Dickgießer   |
|    | Germania (bandiera) | D     | Dieter Finke        |
|    | Germania (bandiera) | D     | Ulf Quaisser        |
|    | Grecia (bandiera)   | D     | Dīmītrios Tsionanīs |

| N. |                     | Ruolo | Calciatore        |
| -- | ------------------- | ----- | ----------------- |
|    | Germania (bandiera) | C     | Thomas Franck     |
|    | Germania (bandiera) | C     | Günter Güttler    |
|    | Germania (bandiera) | C     | Peter Lux         |
|    | Germania (bandiera) | C     | Jochen Müller     |
|    | Germania (bandiera) | C     | Lutz Siebrecht    |
|    | Germania (bandiera) | C     | Martin Trieb      |
|    | Germania (bandiera) | A     | Karl-Heinz Bührer |
|    | Germania (bandiera) | A     | Gerd Dais         |
|    | Germania (bandiera) | A     | Uwe Freiler       |
|    | Germania (bandiera) | A     | Uwe Meyer         |

## Organigramma societario
Area tecnica
- Allenatore: Günter Sebert
- Allenatore in seconda:
- Preparatore dei portieri:
- Preparatori atletici:

## Calciomercato

### Sessione estiva
| Acquisti | Acquisti        | Acquisti          | Acquisti |
| R.       | Nome            | da                | Modalità |
| -------- | --------------- | ----------------- | -------- |
| A        | Uwe Freiler     | Homburg           |          |
| A        | Dirk Kurtenbach | Kickers Stoccarda |          |
| A        | Uwe Meyer       | SGK Heidelberg    |          |

| Cessioni | Cessioni        | Cessioni           | Cessioni |
| R.       | Nome            | a                  | Modalità |
| -------- | --------------- | ------------------ | -------- |
| A        | Dirk Kurtenbach | Hertha Berlino     |          |
| A        | Frank Schmöller | Lierse             |          |
| C        | Werner Heck     | Edenkoben          |          |
| A        | Bernd Klotz     | Fortuna Düsseldorf |          |
| A        | Alfred Roscher  | Vorwärts Steyr     |          |
| C        | Alfred Schön    | Kickers Stoccarda  |          |

### Sessione invernale
| Acquisti | Acquisti | Acquisti | Acquisti |
| R.       | Nome     | da       | Modalità |
| -------- | -------- | -------- | -------- |

| Cessioni | Cessioni       | Cessioni | Cessioni |
| R.       | Nome           | a        | Modalità |
| -------- | -------------- | -------- | -------- |
| A        | Frank Lippmann | LASK     |          |
| D        | Frank Ockert   | Homburg  |          |

## Risultati

### Bundesliga

#### Girone di andata
| Arbitro: | Matheis |

|             |           |              |
| Freiler 31’ | Marcatori | 88’ Schreier |

| Krefeld 30 luglio 1988, ore 15:30 CEST 2ª giornata | Bayer Uerdingen | 0 – 0 referto | Waldhof Mannheim | Grotenburg Stadion (8 000 spett.)\| Arbitro: \| Dellwing \| |
| Arbitro:                                           | Dellwing        |               |                  |                                                             |

| Arbitro: | Heitmann |

|                                               |           |               |
| Freiler 13’, 45’ Bockenfeld 68’ Siebrecht 82’ | Marcatori | 57’ Effenberg |

| Arbitro: | Löwer |

|            |           |  |
| Kristl 51’ | Marcatori |  |

| Arbitro: | Weber |

|            |           |            |
| Bührer 26’ | Marcatori | 53’ Votava |

| Arbitro: | Kriegelstein |

|                  |           |                     |
| Leifeld 55’, 73’ | Marcatori | 29’ Freiler 62’ Lux |

| Arbitro: | Zimmermann |

|  |           |                                 |
|  | Marcatori | 4’ Ruländer 62’ Möller 81’ Mill |

| Francoforte sul Meno 13 settembre 1988, ore 15:30 CEST 8ª giornata | Eintracht Francoforte | 0 – 0 referto | Waldhof Mannheim | Waldstadion (10 000 spett.)\| Arbitro: \| Kautschor \| |
| Arbitro:                                                           | Kautschor             |               |                  |                                                        |

| Arbitro: | Kentsch |

|                |           |                 |
| Bockenfeld 10’ | Marcatori | 90’ Grillemeier |

| Arbitro: | Assenmacher |

|                              |           |                 |
| Trapp 35’ (rig.) Glesius 83’ | Marcatori | 7’ (rig.) Finke |

| Arbitro: | Broska |

|  |           |                                        |
|  | Marcatori | 42’ Pflügler 43’ Wohlfarth 76’ Dorfner |

| Arbitro: | Wiesel |

|                                   |           |  |
| Allgöwer 55’ (rig.) Klinsmann 64’ | Marcatori |  |

| Arbitro: | Richmann |

|                          |           |               |
| Bührer 71’ Siebrecht 88’ | Marcatori | 10’, 45’ Hein |

| Arbitro: | Weber |

|                                                    |           |           |
| Jusufi 10’ Bein 40’ Kaltz 63’ Klaus 75’ Jakobs 80’ | Marcatori | 71’ Meyer |

| Arbitro: | Umbach |

|                                  |           |           |
| Bockenfeld 71’ (aut.) Wenzel 75’ | Marcatori | 63’ Meyer |

| Arbitro: | Kriegelstein |

|  |           |                                        |
|  | Marcatori | 9’, 55’ Wuttke 58’ Hartmann 90’ Schupp |

| Arbitro: | Osmers |

|            |           |  |
| Häßler 89’ | Marcatori |  |

#### Girone di ritorno
| Arbitro: | Diekert |

|                            |           |  |
| Kastl 67’, 88’ Leśniak 73’ | Marcatori |  |

| Arbitro: | Harder |

|                          |           |                                        |
| Dais 33’, 50’ Bührer 54’ | Marcatori | 23’ Kleppinger 28’ Witeczek 85’ Funkel |

| Arbitro: | Dellwing |

|            |           |                |
| Criens 11’ | Marcatori | 55’ Dickgießer |

| Arbitro: | Mierswa |

|                            |           |            |
| Güttler 30’ Bockenfeld 43’ | Marcatori | 69’ Wagner |

| Arbitro: | Kautschor |

|                                   |           |            |
| Burgsmüller 28’ (rig.) Riedle 90’ | Marcatori | 63’ Bührer |

| Arbitro: | Amerell |

|                         |           |                       |
| Dais 43’ Bockenfeld 57’ | Marcatori | 25’ Kempe 27’ Reekers |

| Arbitro: | Theobald |

|            |           |                     |
| Möller 89’ | Marcatori | 59’ Meyer 88’ Burić |

| Arbitro: | Richmann |

|             |           |  |
| Freiler 41’ | Marcatori |  |

| Arbitro: | Krug |

|  |           |                       |
|  | Marcatori | 71’ Lux 83’ Siebrecht |

| Arbitro: | Broska |

|                  |           |  |
| Dais 44’ Lux 90’ | Marcatori |  |

| Arbitro: | Birlenbach |

|          |           |  |
| Thon 79’ | Marcatori |  |

| Arbitro: | Löwer |

|                                        |           |                                      |
| Schäfer 29’ (aut.) Bockenfeld 39’, 71’ | Marcatori | 10’, 86’ Klinsmann 77’, 79’ Allgöwer |

| Arbitro: | Schmidhuber |

|             |           |                         |
| Schüler 60’ | Marcatori | 19’ Lux 48’, 89’ Bührer |

| Ludwigshafen am Rhein 25 maggio 1989, ore 20:00 CEST 31ª giornata | Waldhof Mannheim | 0 – 0 referto | Amburgo | Südweststadion (12 591 spett.)\| Arbitro: \| Assenmacher \| |
| Arbitro:                                                          | Assenmacher      |               |         |                                                             |

| Arbitro: | Kautschor |

|                           |           |            |
| Bührer 22’ Dickgießer 78’ | Marcatori | 63’ Zander |

| Arbitro: | Mierswa |

|  |           |                             |
|  | Marcatori | 39’ Dais 69’ Lux 85’ Bührer |

| Arbitro: | Werner |

|                           |           |          |
| Bührer 18’ Bockenfeld 82’ | Marcatori | 52’ Rahn |

### Coppa di Germania
| Arbitro: | Lehnhardt |

|            |           |                                   |
| Müller 66’ | Marcatori | 40’ Quaisser 44’ Bührer 81’ Meyer |

| Arbitro: | Mierswa |

|          |           |                             |
| Götz 78’ | Marcatori | 28’ Quaisser 82’ Bockenfeld |

| Arbitro: | Zimmermann |

|                                                     |           |                          |
| Schreier 19’ Leśniak 32’ Waas 64’, 71’ Hausmann 84’ | Marcatori | 28’ Bockenfeld 85’ Burić |

## Statistiche

### Statistiche di squadra
| Competizione      | Punti | In casa | In casa | In casa | In casa | In casa | In casa | In trasferta | In trasferta | In trasferta | In trasferta | In trasferta | In trasferta | Totale | Totale | Totale | Totale | Totale | Totale | DR |
| Competizione      | Punti | G       | V       | N       | P       | Gf      | Gs      | G            | V            | N            | P            | Gf           | Gs           | G      | V      | N      | P      | Gf     | Gs     | DR |
| ----------------- | ----- | ------- | ------- | ------- | ------- | ------- | ------- | ------------ | ------------ | ------------ | ------------ | ------------ | ------------ | ------ | ------ | ------ | ------ | ------ | ------ | -- |
| Bundesliga        | 31    | 17      | 6       | 7       | 4       | 26      | 28      | 17           | 4            | 4            | 9            | 17           | 24           | 34     | 10     | 11     | 13     | 43     | 52     | -9 |
| Coppa di Germania | -     | 0       | 0       | 0       | 0       | 0       | 0       | 3            | 2            | 0            | 1            | 7            | 7            | 3      | 2      | 0      | 1      | 7      | 7      | 0  |
| Totale            | 31    | 17      | 6       | 7       | 4       | 26      | 28      | 20           | 6            | 4            | 10           | 24           | 31           | 37     | 12     | 11     | 14     | 50     | 59     | -9 |

### Andamento in campionato
| Giornata  | 1 | 2  | 3 | 4 | 5 | 6 | 7  | 8  | 9  | 10 | 11 | 12 | 13 | 14 | 15 | 16 | 17 | 18 | 19 | 20 | 21 | 22 | 23 | 24 | 25 | 26 | 27 | 28 | 29 | 30 | 31 | 32 | 33 | 34 |
| --------- | - | -- | - | - | - | - | -- | -- | -- | -- | -- | -- | -- | -- | -- | -- | -- | -- | -- | -- | -- | -- | -- | -- | -- | -- | -- | -- | -- | -- | -- | -- | -- | -- |
| Luogo     | C | T  | C | T | C | T | C  | T  | C  | T  | C  | T  | C  | T  | T  | C  | T  | T  | C  | T  | C  | T  | C  | T  | C  | T  | C  | T  | C  | T  | C  | C  | T  | C  |
| Risultato | N | N  | V | P | N | N | P  | N  | N  | P  | P  | P  | N  | P  | P  | P  | P  | P  | N  | N  | V  | P  | N  | V  | V  | V  | V  | P  | P  | V  | N  | V  | V  | V  |
| Posizione | 8 | 10 | 6 | 8 | 9 | 9 | 12 | 14 | 13 | 14 | 14 | 14 | 14 | 14 | 15 | 17 | 18 | 18 | 18 | 17 | 17 | 16 | 16 | 16 | 15 | 15 | 14 | 14 | 14 | 14 | 14 | 13 | 13 | 12 |

Legenda:

Luogo: C = Casa; T = Trasferta. Risultato: V = Vittoria; N = Pareggio; P = Sconfitta.

### Statistiche dei giocatori
| Giocatore     | Bundesliga | Bundesliga | Bundesliga  | Bundesliga | Coppa di Germania | Coppa di Germania | Coppa di Germania | Coppa di Germania | Totale   | Totale | Totale      | Totale     |
| Giocatore     | Presenze   | Reti       | Ammonizioni | Espulsioni | Presenze          | Reti              | Ammonizioni       | Espulsioni        | Presenze | Reti   | Ammonizioni | Espulsioni |
| ------------- | ---------- | ---------- | ----------- | ---------- | ----------------- | ----------------- | ----------------- | ----------------- | -------- | ------ | ----------- | ---------- |
| M. Bockenfeld | 32         | 7          | 9           | 0          | 3                 | 2                 | 0                 | 0                 | 35       | 9      | 9           | 0          |
| D. Burić      | 22         | 1          | 3           | 0          | 1                 | 1                 | 0                 | 0                 | 23       | 2      | 3           | 0          |
| K. Bührer     | 26         | 9          | 4           | 1          | 2                 | 1                 | 0                 | 0                 | 28       | 10     | 4           | 1          |
| A. Clauß      | 0          | 0          | 0           | 0          | 0                 | 0                 | 0                 | 0                 | 0        | 0      | 0           | 0          |
| Z. Cvetković  | 25         | 0          | 3           | 1          | 1                 | 0                 | 1                 | 0                 | 26       | 0      | 4           | 1          |
| G. Dais       | 25         | 5          | 7           | 1          | 1                 | 0                 | 1                 | 0                 | 26       | 5      | 8           | 1          |
| R. Dickgießer | 31         | 2          | 7           | 0          | 2                 | 0                 | 1                 | 0                 | 33       | 2      | 8           | 0          |
| D. Finke      | 22         | 1          | 8           | 0          | 2                 | 0                 | 0                 | 0                 | 24       | 1      | 8           | 0          |
| T. Franck     | 1          | 0          | 0           | 0          | 1                 | 0                 | 0                 | 0                 | 2        | 0      | 0           | 0          |
| U. Freiler    | 32         | 5          | 1           | 0          | 3                 | 0                 | 0                 | 0                 | 35       | 5      | 1           | 0          |
| G. Güttler    | 29         | 1          | 7           | 0          | 3                 | 0                 | 1                 | 0                 | 32       | 1      | 8           | 0          |
| V. Herr       | 0          | 0          | 0           | 0          | 0                 | 0                 | 0                 | 0                 | 0        | 0      | 0           | 0          |
| D. Kurtenbach | 4          | 0          | 0           | 0          | 0                 | 0                 | 0                 | 0                 | 4        | 0      | 0           | 0          |
| F. Lippmann   | 0          | 0          | 0           | 0          | 1                 | 0                 | 0                 | 0                 | 1        | 0      | 0           | 0          |
| P. Lux        | 31         | 5          | 2           | 0          | 2                 | 0                 | 1                 | 0                 | 33       | 5      | 3           | 0          |
| U. Meyer      | 15         | 3          | 1           | 0          | 2                 | 1                 | 0                 | 0                 | 17       | 4      | 1           | 0          |
| J. Müller     | 21         | 0          | 2           | 0          | 3                 | 0                 | 0                 | 0                 | 24       | 0      | 2           | 0          |
| U. Quaisser   | 21         | 0          | 2           | 0          | 3                 | 2                 | 1                 | 0                 | 24       | 2      | 3           | 0          |
| F. Schmöller  | 2          | 0          | 0           | 0          | 0                 | 0                 | 0                 | 0                 | 2        | 0      | 0           | 0          |
| L. Siebrecht  | 26         | 3          | 3           | 0          | 3                 | 0                 | 0                 | 0                 | 29       | 3      | 3           | 0          |
| M. Trieb      | 16         | 0          | 2           | 0          | 2                 | 0                 | 0                 | 0                 | 18       | 0      | 2           | 0          |
| D. Tsionanīs  | 20         | 0          | 0           | 0          | 1                 | 0                 | 0                 | 0                 | 21       | 0      | 0           | 0          |
| U. Zimmermann | 34         | 0          | 1           | 0          | 3                 | 0                 | 0                 | 0                 | 37       | 0      | 1           | 0          |